# Barre (nordisk mytologi)
 For alternative betydninger, se Barre. (Se også artikler, som begynder med Barre)
Barre er i nordisk mytologi den lund, hvor Frej mødte Gerd første gang.
Barr betød "byg" på norrønt, jfr. moderne engelsk barley, så lundens navn understreger Frejs rolle som frugtbarhedsgud. "Barre lund" kan læses som en kenning for "kornmark" og Frejs og Gerds forening i Barre som et eksempel på hieros gamos (= helligt ægteskab) for at sikre en god avling, et ritual kendt fra religioner verden over.